# Durian Kawan
Durian Kawan is een bestuurslaag in het regentschap Aceh Selatan van de provincie Atjeh, Indonesië. Durian Kawan telt 1373 inwoners (volkstelling 2010).